# Kvaløysletta
Kvaløysletta är en tätort på Kvaløya i Tromsø kommun i Nordnorge. Kvaløysletta är också en stadsdel i staden Tromsø. Kvaløysletta ligger vid Sandnessundbrua som går över till Tromsøya. Tätorten fick en stark tillväxt efter att bron invigdes 1973.
Kvaløysletta ligger cirka sex kilometer nordväst om Tromsø centrum, på östsidan av ön Kvaløya. Kvaløysletta hade 8 681 invånare den 1 januari 2017.
Fylkesväg 862 kommer från Tromsøya och går över Sandnessundbrua till Kvaløysletta, och så vidare till Sommarøy, som finns på västsidan av Kvaløya. Från Kvaløysletta går fylkesväg 863 nordöver till Futrikelv och vidare in i tunneln under Kvalsundet och ut till Ringvassøya. Befolkningen på Kvaløysletta bor i området mellan Håkøybotn och platsen Krabbelva.